# Ołeksandr Krochmaluk
Ołeksandr Iwanowycz Krochmaluk (ukr. Олександр Іванович Крохмалюк; ur. 6 czerwca 1988) – ukraiński piłkarz, grający na pozycji pomocnika.

## Kariera piłkarska

### Kariera klubowa
Wychowanek klubów Nadija Kopyczyńce i FK Łużany, barwy których bronił w juniorskich mistrzostwach Ukrainy (DJuFL). W 2006 rozpoczął karierę piłkarską w składzie Bukowyny Czerniowce. Potem występował w klubach Jednist' Płysky, CSKA Kijów, Weres Równe i Desna Czernihów. Latem 2010 przeszedł do Enerhetyka Bursztyn.

### Kariera reprezentacyjna
Występował w studenckiej reprezentacji Ukrainy.

## Sukcesy i odznaczenia

### Sukcesy reprezentacyjne
- mistrz Uniwersjady: 2009

### Odznaczenia
- nagrodzony tytułem Mistrza Sportu Klasy Międzynarodowej: 2009